# Diabrotica lemniscata
Diabrotica lemniscata es una especie de insecto coleóptero de la familia Chrysomelidae. Fue descrita en 1868 por Leconte.
Se encuentra en América Central y Norteamérica.